# دوه‌لی‌اورن (قره‌تاش)
دوه‌لی‌اورن (به ترکی استانبولی: Develiören) یک منطقهٔ مسکونی در ترکیه است که در قره‌تاش (شهر) واقع شده‌است.